# Cmentarz polskokatolicki w Łękach Dukielskich
Cmentarz polskokatolicki w Łękach Dukielskich – czynny cmentarz wyznaniowy dla wiernych Kościoła Polskokatolickiego położony we wsi Łęki Dukielskie w województwie podkarpackim. Cmentarz administrowany jest przez parafię Dobrego Pasterza w Łękach Dukielskich.
Parafia Dobrego Pasterza w Łękach Dukielskich powstała w połowie lat 20. XX wieku, przy znacznym udziale reemigrantów z Polskiego Narodowego Kościoła Katolickiego i działaczy ludowych. W 1928 parafię objął nowy proboszcz ks. Stanisław Brokowski, który rozpoczął starania o cmentarz polskokatolicki w Łękach. Ostatecznie sprawę cmentarza uregulował ks. Jan Madziarz w 1931. 